# 세굴라 화산

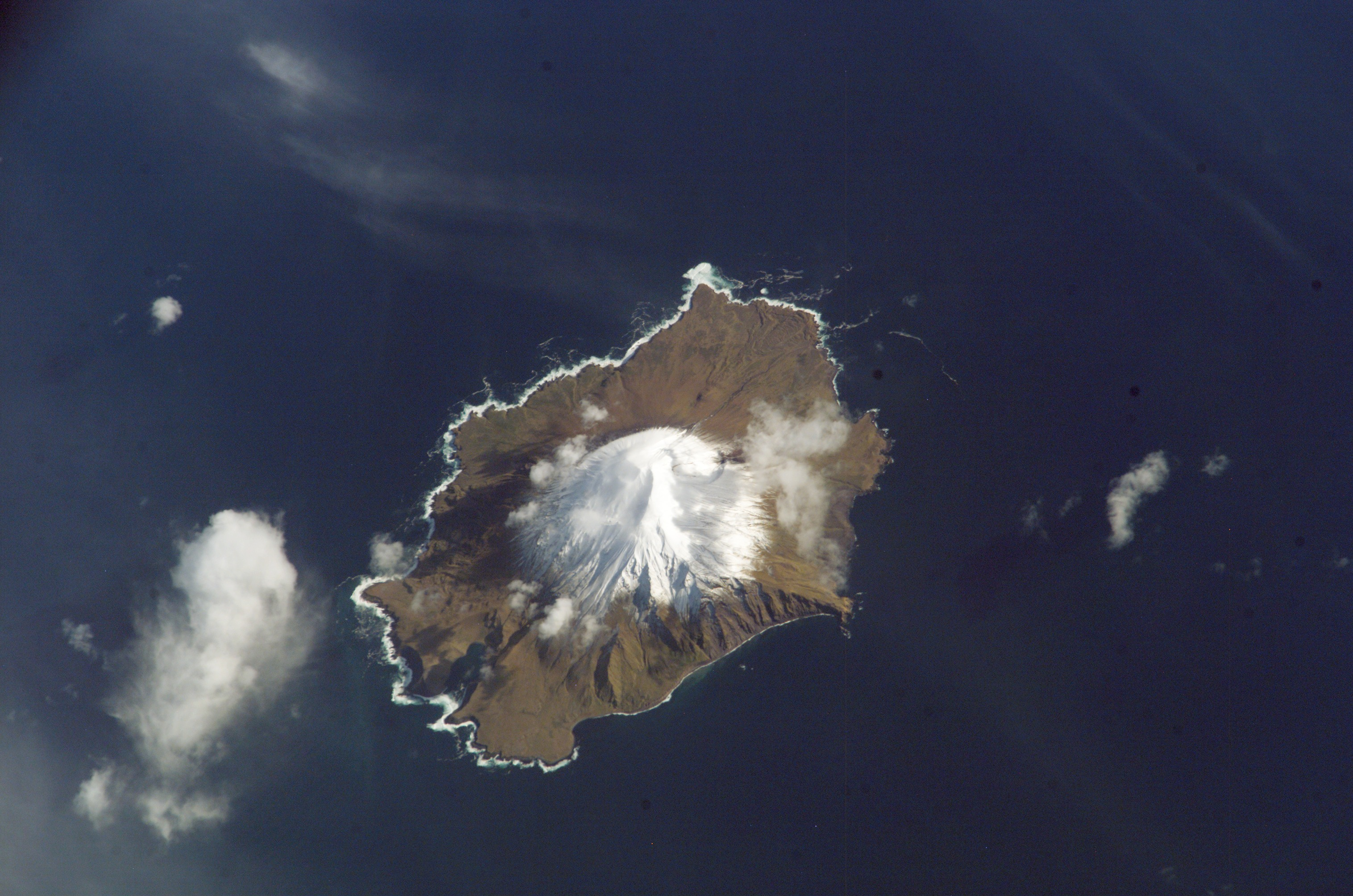

세굴라 화산(Segula Volcano)은 미국 알래스카주 알류샨 열도에 있는 화산이다.
세굴라 화산은 앵커리지에서 서쪽으로 1,976km 떨어진 알래스카 알류샨 열도의 세굴라 섬에 있다. 비활성 성층화산인 이곳은 역사적인 폭발을 일으키지 않았으며 측면의 거의 침식되지 않은 퇴적물은 200년 전에 화산에서 활동이 일어났다는 것을 암시한다.
얕은 플랫폼 위에 지어진 이 화산은 분화를 통해 꾸준히 성장했으며 유동 퇴적물과 화쇄성 물질의 지층으로 구성되어 있다.